# Tobias Anker
Tobias Anker, född 6 mars 2001, är en dansk fotbollsspelare som representerar IK Sirius i Fotbollsallsvenskan, med kontraktsslut 30 juli 2029. Anker spelade tidigare för AGF i danska Superligaen.